# Tübinger Förderpreis für Ältere Urgeschichte und Quartärökologie
Der Tübinger Förderpreis für Ältere Urgeschichte und Quartärökologie wird seit 1999 von der Abteilung Ältere Urgeschichte und Quartärökologie des Instituts für Ur- und Frühgeschichte und Archäologie des Mittelalters der Eberhard Karls Universität Tübingen vergeben.
Die Preissumme in Höhe von 5.000 Euro wird gestiftet vom Getränkehersteller Romina Mineralbrunnen, früher auch vom Ulmer Pharmaunternehmen ratiopharm.
Ausgezeichnet werden innovative Arbeiten herausragender Nachwuchswissenschaftler zur älteren Urgeschichte (eiszeitliche Archäologie), Quartärökologie und zur Evolution des Menschen. Die Arbeiten müssen in schriftlicher und elektronischer Form als CD/DVD oder als permanenter Downloadlink eingereicht werden.

## Preisträger
- 1999: Jacobo Weinstock (Mexiko/Deutschland), Late pleistocene Reindeer Populations in Western and Central Europe
- 2000: Sandrine Costamagno (Frankreich), Stratégies de Chasse et Fonction des Sites dans le Sud de la France
- 2001: Lynn E. Fisher (USA), Land Use and Technology from Magdalenian to Early Mesolithic
- 2002: Olaf Jöris (Deutschland), Kultur später Neandertaler in Mitteleuropa
- 2003: Natalie D. Munro (USA), Late Epipaleolithic Economic, Social and Demographic Conditions in the Southern Levant and the Transition to Agriculture
- 2004: Marie Soressi (Frankreich), Moustérien de tradition acheuléenne
- 2005: Nicolas Teyssandier (Frankreich), Les débuts de l’Aurignacien en Europe
- 2006: Shara Bailey (USA), Neandertal dental morphology: implications for modern human origins
- 2007: Sonia Harmand (Frankreich), Economic Behaviours and Cognitive Capacities of Early Hominis between 2.3 and 0.7 Myr in the West Turkana Region, Kenya
- 2008: Charles P. Egeland (USA), Patterns of early hominid site use at Olduvai Gorge
- 2009: Daniela Holst (Deutschland), Subsistenz und Landschaftsnutzung im Frühmesolithikum: Nussröstplätze am Duvensee
- 2010: Johannes Krause (Deutschland), From genes to genomes: Applications for Multiplex PCR in Ancient DNA Research
- 2011: Héloïse Koehler (Frankreich), Behavior and technological identityduring the Middle Palaeolithic: an issue of scale of analysis? Example in the Paris Basin during the early Weichselian (-100 000/- 80 000 BP)
- 2012: Britt Marie Starkovich (USA), Trends in Subsistence from the Middle Paleolithic through Mesolithic at Klissoura Cave 1 (Peloponnese, Greece)
- 2013: Katerina Douka (Griechenland/Vereinigtes Königreich), Investigating the Chronology of the Middle to Upper Paleolithic Transition in Mediterranean Europe by Improved Radiocarbon Dating of Shell Ornaments
- 2014: Kurt Rademaker (Vereinigte Staaten), für Arbeiten zu alten Kolonisierungsrouten in den Anden
- 2015: Adrián Pablos (Spanien), für seine Forschung über die Morphologie des menschlichen Fußes in den vergangenen 800.000 Jahren
- 2016: Antonio Rodríguez-Hidalgo (Spanien), für seine Forschung über Jagdstrategien früher Menschen
- 2017: Trine Kellberg Nielsen (Dänemark), für ihre Arbeiten zur Besiedlung Skandinaviens vor der letzten Eiszeit
- 2018: Frido Welker von der Universität Kopenhagen für seine Dissertation The palaeoproteomic identification of Pleistocene hominin skeletal remains: towards a biological understanding of the Middle to Upper Palaeolithic transition.
- 2019: Andrew C. Sorensen von der Universität Leiden für seine Dissertation Beyond Prometheus: Pursuing the origins of fire production among early humans
- 2020: Flavia Venditti von der Sapienza-Universität in Rom für ihre Dissertation The recycling phenomenon during the Lower Palaeolithic: the case study of Qesem Cave (Israel)
- 2021: Anna Florin von der University of Queensland in Brisbane für ihre Dissertation Archaeobotanical investigations into 65,000 years of plant food use at Madjedbebe, Mirarr Country, northern Australia
- 2022: Lucía Cobo-Sánchez von der Universität Madrid für ihre Dissertation Taphonomic and spatial study of the archaeological site DS from Bed I in Olduvai Gorge (Tanzania)
- 2023: Briana N. Doering, Juniorprofessorin an der Universität Wyoming, USA, für ihre Dissertation Evaluating the Social and Environmental Processes of the Athabascan Migration
- 2024: Paola Cerrito, Universität Zürich, für ihre Dissertation Histological and elemental markers of physiological stressors in hard tissues
- 2025: Kaedan O’Brien, State University of New York, für seine Dissertation mit dem ersten Nachweis saisonaler Säugetierwanderungen während der vergangenen Eiszeit[1]